# Cylindrocaulus patalis
Cylindrocaulus patalis es una especie de coleóptero de la familia Passalidae.

## Distribución geográfica
Habita en Japón.